# Parametri orbitali di Titano
Titano è il più grande satellite naturale del pianeta Saturno ed uno dei corpi rocciosi più massicci dell'intero sistema solare; supera in dimensioni (ma non per massa) il pianeta Mercurio mentre per dimensioni e massa è il secondo satellite del sistema solare dopo Ganimede.
Il semiasse maggiore della sua orbita misura 1 221 830 km e compie una rivoluzione attorno a Saturno in 15,945421 giorni.

## Rivoluzione
L'orbita percorsa da Titano attorno a Saturno può essere descritta nei seguenti parametri:
- Semiasse maggiore: 1 221 830 km
- Periastro (o perielio): 1 187 000 km[2]
- Apoastro (o afelio): 1 257 000 km[2]
- Eccentricità orbitale: 0,0292
- Periodo orbitale: 15,945421 giorni
- Inclinazione orbitale (Inclinazione rispetto all'equatore di Saturno): 0,34854°

L'orbita di Titano attorno a Saturno è abbastanza ellittica e inclinata rispetto all'equatore del pianeta gassoso.
Per completare una rivoluzione attorno a Saturno Titano impiega quasi 16 giorni.

## Traslazione
Titano, assieme a tutto il Sistema di Saturno, compie anche un movimento di traslazione attorno al Sole.
Titano si trova mediamente a circa 9,5 dal Sole e impiega 29,45 anni a fare una traslazione completa attorno al Sole.

## Rotazione
Titano ruota attorno a Saturno in 15 giorni e 22 ore, su un'orbita avente un semiasse maggiore di 1 221 870 km e un'eccentricità di 0,028, quindi relativamente bassa, ed un'inclinazione di 0,33° rispetto al piano equatoriale di Saturno. Come la Luna e molti altri satelliti dei giganti gassosi, il suo periodo orbitale è identico al suo periodo di rotazione; Titano è quindi in rotazione sincrona con Saturno.
L'asse di rotazione di Titano è inclinato di 0° (essendo in rotazione sincrona con Saturno), ma inclinato di 27° sul piano orbitale solare; per questo gli astronomi hanno notato che anche su Titano c'è l'alternarsi delle stagioni, in inverno ai poli la temperatura scende anche fino a -191°C (82,15 K)

L'orbita di Titano (in rosso)

## Rapporto con gli altri corpi celesti nelle vicinanze
Titano è in risonanza orbitale 3:4 con il piccolo ed irregolare Iperione. Da un'analisi basata su modelli teorici è ritenuta improbabile un'evoluzione lenta e progressiva della risonanza, durante la quale Iperione sarebbe migrato da un'orbita caotica all'attuale. Piuttosto Iperione si è probabilmente formato in una fascia orbitale stabile mentre Titano, più massiccio, assorbiva o scacciava gli oggetti che gli si trovavano in fasce orbitali intrinsecamente instabili.
Nonostante Titano sia più grande e massiccio della Luna, è 12 volte più piccolo di Saturno e dunque il suo rapporto con esso è di 1/4200 (mentre quello della Luna con la Terra è di "solo" 1/81)